# Nils Liess
Nils Liess (24 augustus 1996) is een Zwitsers voormalig zwemmer.

## Carrière
Liess begon in 2013 aan zijn eerste Europese kampioenschappen bij zowel de elite als de junioren. Hij wist geen medailles te veroveren op beide gelegenheden. In 2014 nam hij opnieuw deel aan het EK voor junioren en won zilver op de 100m en de 200m vlinderslag. Hij nam dat jaar tevens deel aan de Olympische Jeugdspelen – hij behaalde de finale op de 100m en de 200m vlinderslag en wist daarin een 6e en 4e plaats te behalen.
In 2015 nam hij deel aan het WK langebaan waar hij 24e werd in de 200m vlinderslag. Hij nam tevens deel aan de estafettenummers, maar daar geraakte de Zwitserse ploeg niet doorheen de voorrondes. In 2016 wist hij zich niet te kwalificeren voor de Olympische Spelen, maar nam wel deel aan het EK langebaan waar hij geen medailles won. In 2017 nam hij voor de tweede keer deel aan het WK langebaan waar hij niet beter deed dan een 20e plaats op de 200m vlinderslag. Dat jaar was hij ook actief op het WK voor militairen waar hij drie bronzen medailles won.
In zowel 2018 als 2019 nam hij deel aan WK en EK, maar wist op geen van beide een medaille te behalen. In 2021 nam hij deel aan de uitgestelde Olympische Spelen – hij nam enkel deel aan de estafetteonderdelen en behaalde op de 4x200m vrije slag een zesde plaats met de Zwitserse ploeg. Op het Europees kampioenschap langebaan wist hij met de Zwitserse ploeg zowel de finale van de 4x100m als die van de 4x200m vrije slag te halen – ze werden 6e en kregen in de 4x200m een diskwalificatie. Op het EK langebaan in 2022 werd hij 32e op de 100m rugslag maar op de 4x200m vrije slag werd hij met de nationale ploeg vierde.
In 2023 nam hij deel aan het WK langebaan maar geraakte nooit voorbij de kwalificaties. In 2024 nam hij opnieuw deel aan de Olympische Spelen, op de twee estafette onderdelen behaalde hij een 15e en 16e plaats met de Zwitserse ploeg. Nadien besloot hij te stoppen met competitief zwemmen.

## Familie
Zijn broers Alexandre en Thomas waren ook twee professioneel zwemmers. Zijn moeder Jennifer Liess was net zoals haar ouders Nicolas Wildhaber en Renée Wildhaber ook actief in het internationale zwemmen.

## Internationale toernooien
| Jaar | Olympische Spelen                           | WK langebaan                                                                                            | WK kortebaan | EK langebaan                                                                                              | EK kortebaan                                                                  |
| ---- | ------------------------------------------- | --- | --- | --- | ----------------------------------------------------------------------------- |
| 2013 |                                             | geen deelname                                                                                           | | | 57e 200m vrije slag 49e 400m vrije slag 28e 1500m vrije slag 23e 200m rugslag |
| 2014 |                                             | | geen deelname | geen deelname                                                                                             |                                                                               |
| 2015 |                                             | 24e 200m vlinderslag 17e 4x100m wisselslag 24e 4x100m vrije slag 16e 4x200m vrije slag                  | | | geen deelname                                                                 |
| 2016 | geen deelname                               | | geen deelname | 39e 200m vrije slag 29e 100m vlinderslag 14e 200m vlinderslag 14e 4x100m vrije slag 12e 4x200m vrije slag |                                                                               |
| 2017 |                                             | 30e 200m vrije slag 29e 200m rugslag 38e 100m vlinderslag 20e 200m vlinderslag                          | | | geen deelname                                                                 |
| 2018 |                                             | | 39e 100m vrije slag 22e 200m vrije slag 21e 200m rugslag 22e 200m vlinderslag 12e 4x50m vrije slag 13e 4x100m wisselslag | 15e 200m vrije slag 33e 200m rugslag 12e 200m vlinderslag 11e 4x100m wisselslag                           |                                                                               |
| 2019 |                                             | 31e 100m vrije slag 25e 200m vrije slag 19e 4x100m vrije slag 12e 200m vrije slag 18e 4x100m wisselslag | | | geen deelname                                                                 |
| 2020 | Geen toernooien vanwege de coronapandemie   | Geen toernooien vanwege de coronapandemie                                                               | Geen toernooien vanwege de coronapandemie                                                                                | Geen toernooien vanwege de coronapandemie                                                                 | Geen toernooien vanwege de coronapandemie                                     |
| 2021 | 14e 4x100m vrije slag 6e 4x200m vrije slag  | | geen deelname | 40e 100m vrije slag 10e 200m vrije slag 51e 100m vlinderslag 6e 4x100m vrije slag DSQ 4x200m vrije slag   | geen deelname                                                                 |
| 2022 |                                             | geen deelname                                                                                           | geen deelname | 32e 100m rugslag 4e 4x200m vrije slag 10e 4x100m wisselslag gemengd                                       |                                                                               |
| 2023 |                                             | 48e 100m vrije slag 14e 4x200m vrije slag                                                               | | | geen deelname                                                                 |
| 2024 | 15e 4x100m wisselslag 16e 4x200m vrije slag | geen deelname                                                                                           | geen deelname | geen deelname                                                                                             |                                                                               |